# Berg & Larsen
Berg & Larsen er en dansk handelsvirksomhed grundlagt 1794 i København, som leverer maskindele til skibsindustrien. Det er en af de ældste i sin branche i verden. Virksomheden startede som grossistvirksomhed i Vingårdstræde under navnet Nicolay Nisson & Company og  flyttede senere til adressen Bag Hovedvagten nær Kongens Nytorv. I 1802 købte Nicolay Nisson huset Nyhavn 53, i det dengang helt nyanlagte Nyhavn, det nu fredede hus kendt som Madam Toftes Gård, og her indrettedes både virksomheden og bolig for generationer af Nisson familien. Under Napoleonskrigene 1807-14 blev familien Nisson en del af kapervæsenet, hvor man opbragte skibe med gods fra fjendtlige nationer. 
Da der i 1902 ikke var flere arvinger til at overtage virksomheden førte to ledende medarbejdere, Herr Berg og Herr Larsen virksomheden videre under egne navne, Berg & Larsen. Forretningen blev liggende på adressen i Nyhavn, hvor en købmands- og skibsprovianteringsforretning indrettedes i kælderen, med kontorer ovenover og lager i gården. 
Senere flyttede virksomheden til Store Kongensgade og derfra til Hedehusene. I oktober 2022 flyttede Berg & Larsen til Marstal. I dag er Berg & Larsen et internationalt handelshus med teams i Holland, Indien, Malaysia, Singapore, Korea og Japan.